# Número primo cuártico
En matemáticas, una primo cuártico (o también primo cuartano) es un número primo de la forma x4 + y4 donde x e y son números enteros positivos. Los primos cuárticos impares son de la forma 16n + 1.
Por ejemplo, 17 es el número cuártico primo impar más pequeño: 14 + 24 = 1 + 16 = 17.
Con la excepción de 2 (el caso de x = y = 1), uno de los dos números x e y será impar y el otro será par. Si ambos fuesen pares o impares, el entero resultante sería par, y 2 es el único primo par.
Los primeros primos cuárticos son:
2, 17, 97, 257, 337, 641, 881, … (sucesión A002645 en OEIS).